# Abundance Rock
Abundance Rock – skała (rock) w zatoce Birchtown Bay w kanadyjskiej prowincji Nowa Szkocja, w hrabstwie Shelburne; nazwa urzędowo zatwierdzona 29 kwietnia 1941.